# Waterfront Hall
The Waterfront Hall – hala widowiskowo-sportowa, zlokalizowana w  Belfaście, w Irlandii Północnej, zbudowana dzięki budżetowi 32 milionów funtów na przestrzeni lat 1989–1997.
Hala położona jest w rejonie Lanyon Palace, części kompleksu rozwojowego Laganside Corporation usytuowanego w pobliżu rzeki Lagan. Nazwa Lanyon Palace pochodzi od nazwiska lokalnego XIX-wiecznego architekta Charlesa Lanyona.
W mogącym pomieścić 2,241 osób audytorium Waterfront Hall rozgrywany jest nieprzerwanie od 2005 roku rankingowy turniej snookerowy Northern Ireland Trophy.